# Grupo fosforilo

Grupo fosforilo

Un grupo fosforilo es el ion químico o radical: P+O32−, que contiene fósforo y oxígeno. (El nombre químico correcto para este grupo −PO32− es fosfonato y fosfono para −PO3H2; como fosforilo en la nomenclatura química significa un grupo trivalente> P(O)-. Puede existir en diferentes estados de protonación.

## Características
El grupo fosforilo desempeña el papel central en la fosforilación. 
En bioquímica, la transferencia de un grupo fosforilo en el curso de una fosforilación a un grupo hidroxi (grupo OH) es una forma común de generar un enlace de alta energía, por ejemplo en el proveedor de energía adenosina trifosfato (ATP). La hidrólisis de ATP a AMP y pirofosfato tiene un potencial de transferencia de grupo de -45.5 KJ / mol, y la hidrólisis de ATP a ADP y fosfato a -30.6 KJ / mol. Además, la transferencia de un grupo fosforilo a fosfoproteínas ocurre como parte de la modificación postraduccional para activar o inactivar la proteína.
En el caso de la transferencia de un grupo fosforilo, se forma un éster de ácido fosfórico; en el caso de diferentes grupos OH o cuando se transfiere a un fosfato, un anhídrido fosfórico (el anhídrido de ácido fosfórico) y, cuando se transfiere a un grupo amino, una amida de ácido fosfórico (la amida de ácido fosfórico).  Cuando se produce la transferencia de un grupo fosforilo a un grupo OH, el resultado es un grupo fosfato.